# Berobreo
Berobreo é o epíteto que recebe um deus galaico, do período Baixo-imperial de uma Galiza oficialmente cristã, relacionado com o além e a morte a quem se lhe rendia culto no santuário do Monte Facho, em Donón (Cangas). Foi totalmente desconhecido na historiografia, tanto na Península Ibérica como fora dela, até a última década do século XX. A epigrafia encontrada no Facho, a 157 metros sobre o nível do mar, tem imitações de estelas funerárias, gravações reais esquevomorfas, o que sugere que a essa divindade se lhe deixavam aras, seguramente, para recuperarem dos oferentes a saúde. Durante a dominación romana foi enquadrada entre os deuses Lares, deuses que recebem adoración por parte de uma família; ainda que, porém, Berobreo era um lar público. Este deus registra, até o momento, o maior número de exvotos da Península Ibérica, 174 aras (algumas de quase não médio metro e outras de 1,70 m), no cume do monte, residência do deus. Por isso, esta divindade se associa com os deuses da primeira função dumeziliana, um deus Urano, do céu.

## O santuário do deus Berobreo
O santuário de Berobreo encontra-se numa área em pendente que circunda a cimeira do monte Facho (muitos montes galegos levam esses nomes, como o Faro de Avión em Ourense). As primeiras amostras de habitação humana remontam ao Bronze final, e sobre elas encontrou-se um castro datado na segunda Idade de Ferro (erguido no século IV a.C.) que foi abandonado na mudança de Era, para logo, a finais do século II d.C., o seu espaço central (a croa) se revitalizar ou se fundar de novo.
Este santuário do século IV d.C.consistia num edifício central ovalado e uma grande quantidade de aras votivas ao redor. O edifício central tinha o telhado de colmo e paredes rebocadas, por dentro e por fora, de barro, ao tempo em que várias casas antigas foram derribadas para ganhar espaço para o santuário. Na parte sul da área central encontra-se um lacus, (pia escavada em rocha), que os arqueólogos não podem adscrever ainda ou ao santuário castrejo ou ao galaicorromano.
As 174 aras encontradas no lugar pertencem ao século quarto d.C. (mas se desconhece se o deus era recente ou vivia uma revitalização, já que o lugar já fora um santuário) encontrando-se algumas in situ e outras monte abaixo. Os fiéis de Berobreo puseram em baixo delas algumas ofertas rituais (possivelmente vasilhas usadas a modo de lamparinas, lucernas de tubo, vasos com água, azeite e uma borboleta, como era costume nas capelihas galegas) , já que se encontraram cachos de vidro e ânforas sob elas, enquanto outras foram se romperam. Todo o conjunto das aras dão uma impressão de ser uma floresta de aras que irradiam do santuário. Quase todas são feitas da pedra granítica do mesmo monte, toscamente granulado e difícil de trabalhar (devido à mistura de gnaisse e mica), aliás supõe-se que existia um obradouro de aras nas imediações do santuário devido a que se encontraram várias aras sem inscrições nem decoração alguma, listas para serem trabalhadas uma segunda vez com os nomes dos dedicantes e os motivos decorativos que os clientes elegessem.
As aras adotam forma de estelas funerárias, apesar de que algumas são diferentes (em altura, grossura, largura, decoração). Estão todas escritas por diante, pelas laterais e as partes traseiras são as menos trabalhadas (já que o conjunto de aras irradia de um centro) havendo diferentes tipos de localização, já que algumas contêm um altar e outras parecem ser agrupamentos de vários altares (como os panteões). O texto mais usado nelas é este: "DEO LARI BEROBREO ARAM POSVI" e nalgumas segue com a fórmula: "PRO SALVTE"., isto é, Deo, “a Deus”, mais o epíteto do albergador –Lari Bero Breo- (com uma variante, Brieogo) ‘Protetor [das Almas] da Cidade de Cima’ .
Estas dedicatórias, salvo duas, são anônimas e únicas. O santuário encontra-se num lugar público onde se venera um único Lar comum à coletividade
A grande afluência de peregrinos ao Facho coincide com uma época de esplendor econômico nas Rias Baixas sob o Império Romano, em que estavam em auge o comércio por mar, as salgaduras (Cangas, Bueu, Vigo), as salinas de Nerga, do Areal viguês, do Salnês etc. O Hio era um lugar de peregrinação do estilo de Santa Marta (As Neves) ou A Pobra, com ataúdes e enfermos de todo tipo procedentes de diferentes lugares do sul da Galiza pelos anos 30 do século XX. Tudo indica que, com a cristianização, o culto a Berobreo foi assimilado pela veneração a Santo André ( igual que em Santo André de Teixido).

## Veneração na Galiza
Este santuário dedicado a Berobreo, o de maior relevância documentada até agora na Hispania Romana, também é um prodígio da cultura castreja, já que cerca do santuário se encontra um castro da Idade de Ferro II, erguido sobre um povoado da Idade de Bronze. Supõem-se que se trata de um dos maiores centros de peregrinação na Galécia.
O grande culto a essa deidade manteve-se inclusive à chegada do cristianismo que, sem poder o erradicar, substituiu esse deus galaico pela figura cristã de Santo André.

## Proteção legal do lugar
A Junta da Galicia começou o processo para declarar a zona arqueológica do santuário como Bem de Interesse Cultural (B.I.C.) mediante Resolução de 19 de dezembro de 2011, da Direção-Geral do Patrimônio Cultural, pela que se incoa o procedimento para a declaração de bem de interesse cultural, com a categoria de zona arqueológica, em favor do Facho de Donón, no termo municipal de Cangas (província de Pontevedra). A zona arqueológica objeto de proteção inclui petróglifos e assentamentos humanos, desde o século Décimo a.C ao século Quinto d.C, dos períodos do Bronze Final, Idade de Ferro, Época Romana e começos da Alta Idade Média.